# Haemalea imitans
Haemalea imitans là một loài bướm đêm trong họ Geometridae.